# حوت نتشيتوشيس
حوت نتشيتوشيس (الاسم العلمي: †Natchitochia) هو جنس من الثدييات المنقرضة يتبع فصيلة الحيتان الأولية من رتبة مزدوجات الأصابع.